# Marc Ouellet
Joseph Armand Marc Ouellet P.S.S. (La Motte, 8 juni 1944) is een Canadees geestelijke en een kardinaal van de Rooms-Katholieke Kerk.
Ouellet werd opgeleid aan de École Normale van Amos (Canada) (1959-1964) en vervolgde zijn studie aan het groot-seminarie van Montréal (1964-1968). Hij werd op 25 mei 1968 priester gewijd. In 1972 trad hij toe tot de orde der Sulpicianen. Daarna zette hij zijn  opleiding voort in Rome, waar hij studeerde aan de Pauselijke Universiteit Sint Thomas van Aquino (1972-1974, licentiaat in de filosofie) en de Pauselijke Universiteit Gregoriana (1978-1983, doctoraat in de dogmatiek). Hij volgde een universitaire loopbaan, en was hoogleraar aan groot-seminaries in Manizales (1974-1976), Montréal (1976-1978) en Cali (1983-1984). Hij was rector van de seminaries in Manizales (1984-1989), Montréal (1990-1994) en het Sint Joseph seminarie (1994-1996). Van 1996 tot 2002 was hij hoogleraar dogmatische theologie aan het Pauselijk Instituut "Johannes Paulus II" voor studie naar huwelijk en gezin, verbonden aan de Pauselijke Lateraanse Universiteit.
Op 3 maart 2001 werd Ouellet benoemd tot secretaris van de Pauselijke Raad ter Bevordering van de Eenheid van de Christenen en tot titulair aartsbisschop van Acropolis; zijn bisschopswijding vond plaats op 19 maart 2001. Op 15 november 2002 werd hij benoemd tot aartsbisschop van Quebec.
Ouellet werd tijdens het consistorie van 21 oktober 2003 kardinaal gecreëerd.  Hij kreeg de rang van kardinaal-priester. Zijn titelkerk werd de Santa Maria in Transpontina. Ouellet nam deel aan de conclaven van 2005 en 2013.
Op 30 juni 2010 werd Ouellet benoemd tot prefect van de Congregatie voor de Bisschoppen en tot president van de Pauselijke Commissie voor Latijns-Amerika.
Op 28 juni 2018 werd Ouellet bevorderd tot kardinaal-bisschop van Santa Maria in Transpontina, zonder toekenning van een suburbicair bisdom.
In 2022 werd Ouellet, die wordt gezien als een potentiële opvolger van paus Franciscus, door een pastoraal werkster beschuldigd van aanranding in de periode 2008-2010. Ouellet ontkende de aantijgingen met klem.
De Congregatie voor de Bisschoppen werd in 2022 opgeheven bij de invoering van de apostolische constitutie Praedicate Evangelium. De taken en bevoegdheden van de congregatie werden toegewezen aan de nieuw ingestelde Dicasterie voor de Bisschoppen, waarvan Ouellet de eerste prefect werd.
Ouellet ging op 12 april 2023 met emeritaat. Op 8 juni 2024 verloor hij - in verband met het bereiken van de 80-jarige leeftijd - het recht om deel te nemen aan een toekomstig conclaaf. 
- Bibliothèque nationale de France: cb13475661s (data)
- Gemeinsame Normdatei: 1014196191
- International Standard Name Identifier: 0000 0000 7835 9890
- Library of Congress Control Number: n2005091742
- Nationale Bibliotheek van Israël: 987007466712705171
- Nederlandse Thesaurus van Auteursnamen: 072059265
- Système universitaire de documentation: 060383283
- Virtual International Authority File: 27215471
- WorldCat: E39PBJxxbdtKtPP7cJ8FtqxdQq